# Виноградне (Донецький район)
Виногра́дне — селище Іловайської міської громади Донецького району Донецької області, Україна. Населення становить 515 осіб. Відстань до Харцизька становить близько 18 км і проходить переважно автошляхом Т 0507.

## Населення

### Мова
Розподіл населення за рідною мовою за даними перепису 2001 року:
| Мова            | Кількість | Відсоток |
| --------------- | --------- | -------- |
| російська       | 406       | 78.83%   |
| українська      | 106       | 20.58%   |
| інші/не вказали | 3         | 0.59%    |
| Усього          | 515       | 100%     |

За даними перепису 2001 року населення селища становило 515 осіб, із них 20,58 % зазначили рідною мову українську, 78,83 %— російську та 0,19 %— румунську мову.